# わかやまNEWSウェーブ
『わかやまNEWSウェーブ』（わかやまニュースウェーブ）は、NHK和歌山放送局が2004年度から7年にわたり和歌山県内向けに放送した夕方のニュース番組。

## 概要
当時会長だった海老沢勝二の方針で地域番組の再強化が図られることになったことを受け、『わかやま630』の放送時間を拡大して衣替えしたのがこの番組である。放送媒体は和歌山県内向けのアナログ放送（JORP-TV）だったが、2005年（平成17年）6月1日の地上デジタル放送開始後はデジタル放送（JORP-DTV）でも放送された。
4年目となった2007年度にリニューアルを実施。テーマ音楽・スタジオセットが変更されたほか、キャスターが男女固定制から男女2人ずつがローテーションを組む仕組みとなった。しかしアナウンス業務に支障が出る事態となったことから男性アナウンサーに限り2年で分業固定制に戻った。
2011年度改編を以って終了したものの、東日本大震災発生に伴う特別編成により2011年3月10日が事実上の最終回となった。退局となったアナウンサー・キャスターがきちんとした挨拶できずじまいであった。後番組『あすのWA!』も当初予定から遅れ4月4日スタートであった。

## 放送時間
和歌山県内の総合テレビ　平日 18:10 - 18:58.55
- 祝日は休止し大阪から関西のニュース・気象情報を18:45開始で放送。

## 主なコーナー
2009年11月時点
| 月曜                                                                    | 火曜                                       | 水曜               | 木曜                      | 金曜                                                             |
| ----------------------------------------------------------------------- | ------------------------------------------ | ------------------ | ------------------------- | ---------------------------------------------------------------- |
| 県内のニュース ・ 天気予報(18:30頃・18:50頃) ・ 関西のニュース(18:40頃) |                                            |                    |                           |                                                                  |
| - 小野卓哉のスポーツ1番! - 報道室便り                                   | - 紀の国みてある記 - ウェーブ写真館（月1） | - オレンジスクエア | - 特捜!なるほどリサーチ社 | - 和歌山インフォメーション - あの日の和歌山 - カメラマンリポート |
| 不定期                                                                  |                                            |                    |                           |                                                                  |
| - わかやまアートシーン ほか                                             |                                            |                    |                           |                                                                  |

それ以前

## 出演者
2009年11月時点
| 月曜 | 火曜                                                                           | 水曜             | 木曜                                  | 金曜             |
| メインキャスター | メインキャスター                                                               | メインキャスター | メインキャスター                      | メインキャスター |
| --- | ------------------------------------------------------------------------------ | ---------------- | ------------------------------------- | ---------------- |
| - 田中寛人（NHK和歌山放送局アナウンサー） - 堤真由美 - 門脇瑛子 女性キャスターは隔週交代。メインキャスターとして出演しない週はコーナー出演。 |                                                                                |                  |                                       |                  |
| コーナーキャスター |                                                                                |                  |                                       |                  |
| - 小野卓哉（小野卓哉のスポーツ1番） | - 紀の国みてある記 - 安里愛美 - 金岡紀子 - 関一恵 - 照井四郎（ウェーブ写真館） |                  | - 福田靖久（特捜!なるほどリサーチ社） |                  |

## キャスター
- 横林良純（現・和歌山局アナウンサー）
- 岡隆一（現・松江局アナウンサー）
- 米倉志保（現・舞夢プロ所属）
- 大嶽まどか（その後NTB所属、
メ～テレ契約アナウンサー）
- 小出涼子（その後メ～テレアナウンサー）
- 山下咲

## リポーター
- 阿部佐知子
- 橋永晶子（現・テレビ金沢アナウンサー）
- 小野美希（現・テレビユー福島アナウンサー）
- 油井亜衣（瀬戸内海放送アナウンサーを経て
現・水戸局キャスター）
- 齋藤愛子（その後NHK岡山放送局キャスター）
- 岡真衣（現・舞夢プロ所属）
- 妹背綾
- 高柳真希（現・ぐるっと関西おひるまえ出演中）
- 小野忍

## コーナーキャスター
- 小島紀和（気象予報士、金・お天気ウェーブ）
- 桂枝曾丸（枝曾丸の紀の国職人物語
→枝曾丸の紀の国歴史探訪、月1回）
- 山本哲也（シネマナビわかやま）

## 番組テーマ曲
過去(～2007年4月)
- 『Green Breeze』はじめにきよし　コーナーのジングルもはじめにきよしが担当していた。（一部を除く）